# Головченко, Фёдор Петрович
Федор Петрович Головченко (28 декабря 1918, город Чугуев, теперь Харьковской области — 2001, город Киев) — украинский советский и компартийный деятель, депутат Верховного Совета СССР 7-го созыва, депутат Верховного Совета УССР 6-го и 8-10-го созывов. Кандидат в члены ЦК КПСС в 1966—1971 годах. Кандидат в члены ЦК КПУ в 1961—1966 и 1971—1986 годах. Член ЦК КПУ в 1966—1971 годах.

## Биография
В 1944 году окончил Московский авиационный технологический институт.
Член ВКП(б) с 1949 года.
В 1944—1947 г. — начальник технологического бюро цеха, конструктор ремонтных мастерских авиационного завода. В 1947—1952 г. — начальник технологического бюро отдела главного технолога, начальник цеха Харьковского тракторного завода имени Орджоникидзе. В 1952—1953 г. — заместитель секретаря парткома, а в 1953—1958 г. — парторг ЦК КПСС, секретарь парткома Харьковского тракторного завода имени Орджоникидзе.
С 1958 года — заместитель заведующего отделом машиностроения ЦК КПУ. В 1960—1965 г. — заведующий отделом машиностроения ЦК КПУ.
В январе 1965 — марте 1966 г. — 2-й секретарь Киевского областного комитета КПУ.
В марте 1966 — апреле 1970 г. — 1-й секретарь Киевского областного комитета КПУ.
1 апреля 1970 — 26 ноября 1984 г. — министр автомобильного транспорта Украинской ССР.
Потом — на пенсии в городе Киеве.
Похоронен на Байковом кладбище.

## Награды
- орден Ленина[1]
- орден Трудового Красного Знамени
- медали

## Ссылка
- (рус.)Справочник по истории Коммунистической партии и Советского Союза 1898—1991